# Ewangeliarz Mirosława

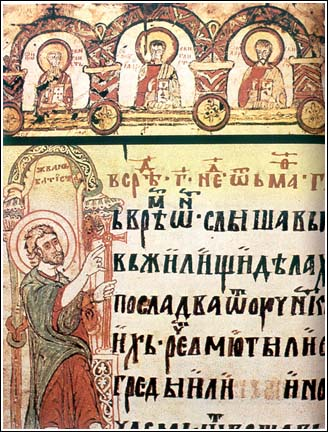
Karta z Ewangeliarza Mirosława

Ewangeliarz Mirosława – pisany cyrylicą manuskrypt, zawierający wybór tekstów z czterech Ewangelii, uważany za najstarszy zachowany do dzisiaj zabytek piśmiennictwa serbskiego. Ewangeliarz został sporządzony najprawdopodobniej w latach 80. XII w. na polecenie księcia Zahumla, Mirosława (brat Stefana Nemanii).

## Opis zabytku
Ewangeliarz zawiera 181 pergaminowych, zapisanych cyrylicą kart, zawierających wybór fragmentów z czterech ewangelii, ułożonych według porządku czytania w roku liturgicznym. Tekst pisany jest w dwu kolumnach, barwą czarną i brunatną, inicjały natomiast czerwoną. Ewangeliarz oprawiony jest w skórę, jednak nie jest to pierwotna, oryginalna oprawa, lecz została przełożona z innego rękopisu, najprawdopodobniej w XIV wieku. Tekst przygotowany został przez dwu kopistów: jeden został zidentyfikowany przez rosyjskiego slawistę Stiepana Kulbakina jako Varsameleon, drugi natomiast w dwu miejscach (na karcie nr 178 i 181) podpisał się jako diak Grigorije.
Ewangeliarz zdobi 296 miniatur i inicjałów wykonanych przez diaka Grigorija. Utrzymane są one w formie romańskiej, z widocznymi wpływami bizantyjskimi.

## Charakterystyka językowa
Język Ewangeliarza wywodzi się z tradycji piśmiennictwa staro-cerkiewno-słowiańskiego, jednak zawiera pewne cechy, które stanowią odstępstwo od norm, udokumentowanych w najstarszych tekstach s-c-s. Chodzi tu przede wszystkim o wpływ lokalnych dialektów serbskich, jak również pewne osobliwości ortograficzne. Z tego względu Ewangeliarz Mirosława nie jest zaliczany do tzw. kanonu języka staro-cerkiewno-słowiańskiego. Stanowi swoiste ogniwo przejściowe między piśmiennictwem staro-cerkiewno-słowiańskim a nowszą literaturą, kształtowaną przez autorów, pochodzących z ziem serbskich. Do cech charakterystycznych Ewangeliarza należy m.in. ortografia, uwzględniająca pisownię wyłącznie jednego jeru, czy sporadyczne stosowanie znaków dla samogłosek nosowych w miejscach, gdzie pojawienie się takiego znaku jest nieuzasadnione etymologicznie.
Uważa się, iż Ewangeliarz powstał jako odpis w oparciu o wcześniejszy tekst głagolicki, pochodzący z terenów obecnej Macedonii.

## Współczesność
Ewangeliarz zachował się w klasztorze Chilandar na górze Athos i w 1896 roku został sprezentowany królowi Serbii Aleksandrowi. Przechowywany jest obecnie w Muzeum Narodowym w Belgradzie. Jedna karta Ewangeliarza (nr 165), wyjęta przez Porfiriusza Uspienskiego podczas jego pobytu w Chilandarze w latach 1845–1846, przechowywana jest obecnie w Rosyjskiej Bibliotece Narodowej w Sankt Petersburgu.
Faksymile opublikował w 1897 roku Ljubomir Stojanović. Relacja lekcjonarza do bizantyjskiego porządku kościelnego była badana przez Williama D. Braya, a opublikowana przez Yvonne Burns w 1970 roku.
W roku 2005 Ewangeliarz Mirosława został wpisany na listę UNESCO Pamięć Świata.